# Loge L'Astre de l'Oriënt
Loge 'L'Astre de l'Oriënt' is een vrijmetselaarsloge in de stad Vlissingen (provincie Zeeland) die is opgericht in 1792. Loge 'L'Astre de l'Oriënt' is een vereniging van leden van de Orde van Vrijmetselaren onder het Grootoosten der Nederlanden, die - op grond van een haar door die Orde verleende constitutiebrief - zelfstandig werkt in  Vlissingen. De naam betekent 'De Ster van het Oosten', wat een verwijzing is naar de zon, die opkomt in het Oosten en een belangrijk symbool is binnen de vrijmetselarij.
De loge kent ruim twintig leden, veelal uit Vlissingen maar ook uit andere delen van de provincie. De leden komen uit alle geledingen van de maatschappij. Wekelijks is er op woensdag een logebijeenkomst, waarbij er doorgaans een Open loge is - een rituele bijeenkomst waarbij de aanwezigen formeel gekleed zijn en maçonnieke attributen als schootsvel en handschoenen dragen - of een comparitie. Bij dit laatste type bijeenkomst wordt een inleiding gegeven over een filosofisch, spiritueel of anderszins interessant onderwerp (in vrijmetselaarsjargon: er wordt een bouwstuk opgeleverd), wat daarna besproken wordt.
Liefdadigheid speelt in de loge niet meer zo'n grote rol als in het verleden, maar toch wordt er bij de meeste logebijeenkomsten rondgegaan met de bedelnap (in vrijmetselaarsjargon 'de tronk') om geld op te halen voor het goede doel.
Loge ‘L 'Astre de l'Oriënt’ bestond in 1992 tweehonderd jaar. Dit is uitgebreid gevierd met onder meer een concert in de Sint Jacobskerk en een expositie in het Stedelijk Museum van Vlissingen. Bij deze gelegenheid is tevens een bronzen gedenkpenning geslagen en een jubileumboek uitgebracht.

## Kenmerken
Loge 'L'Astre de l'Oriënt' heeft sinds de oprichting verschillende rangnummers gehad, in 1931 is bij een hertelling door het Grootoosten het rangnummer definitief vastgesteld op 26 (zesentwintig). De onderscheidingskleuren van de loge zijn sinds 1792 'prune et paille', letterlijk 'pruim en stro' oftewel paars en goudgeel.
Het zegel van de loge is ovaal, en uitgevoerd in de logekleuren. In de buitenste rand staan de naam van de loge, de afkorting A∴L∴ staat voor 'Achtbare Loge'. Verder wordt het rangnummer vermeld, de zetel van de loge en de constitutiedatum volgens de maçonnieke jaartelling; de afkorting J∴W∴L∴ staat voor 'Jaar des Waren Lichts'.  In het binnenste gedeelte van het zegel is bovenin een zogeheten tetragrammaton geplaatst in een driehoek. Daaronder een vaandel met het motto van de loge, de Latijnse tekst 'Tandem bona causa triumphat,' wat betekent 'de goede zaak overwint ten slotte'. 
In het midden links een jongeling met zijn rechter wijsvinger voor de mond, en aan zijn voeten een hond. De jongeling stelt de Griekse god Harpocrates voor, die staat voor stilte en geheimhouding. De hond is het symbool van trouw en samen vormt dit een verwijzing naar het motto van de Orde van Vrijmetselaren, de Latijnse tekst 'Silentio et fide' oftewel 'stilte en trouw'. In zijn linkerhand houdt de jongeling een stok of een staf vast.
Centraal in het midden een blazoen met in de bovenste helft een zestal sterren, de zon - een verwijzing naar de naam van de loge - en de maan met vijf sterren. In de onderste helft de vlammende ster met de hoofdletter 'G'. Rechts in het midden een acaciatak, als symbool van de onsterfelijkheid van de menselijke ziel. Ten slotte onderin een waterpas, een schietlood en een passer en winkelhaak. Het geheel wordt omgeven door een koord met onderin een zogeheten liefdesknoop, een verwijzing naar de broederschap binnen de vrijmetselarij.

## Het logegebouw

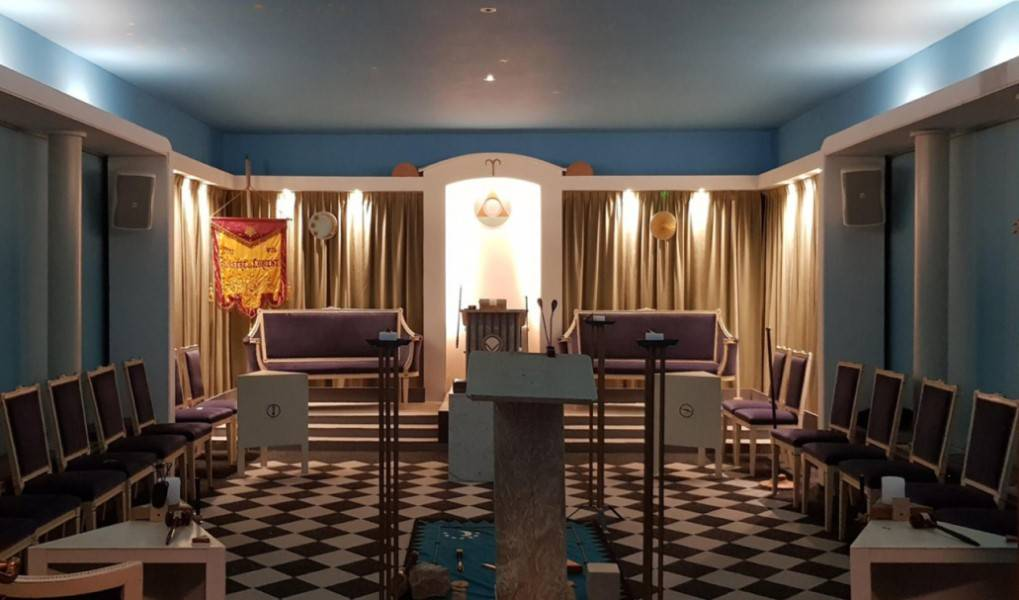
Tempel loge L'Astre de l'Oriënt

Op 8 september 1972 werd door leden van loge 'L'Astre de l'Oriënt' de beheerstichting 'Logegebouw Vlissingen' opgericht. Deze stichting verkreeg op  28 december 1973 de eigendomsrechten van het pand Palingstraat 64. Het pand stamt uit 1968 en werd na een verbouwing op 5 oktober 1974 geconsacreerd als logegebouw, onder leiding van de toenmalige grootmeester van de Orde der Vrijmetselaren, ir. G. van Weezel. Het pand is nog steeds in eigendom van de stichting 'Logegebouw Vlissingen', die zorg draagt voor onderhoud en beheer. 
De gemengde loge 'Terra Maris' nr. 2111, onderdeel van Le Droit Humain, is sinds haar oprichting in 2020 medegebruiker. Ook de Bouwhut 'Nehalennia' nr. 57 van de Afdeling van de Meestergraad, een van de vervolgpaden binnen de Nederlandse vrijmetselarij, komt maandelijks samen in het logegebouw.
Op de benedenverdieping bevindt zich een kleine hal en een vergaderruimte (in vrijmetselaarsjargon: de voorhof) annex bar (in vrijmetselaarsjargon: de Zevende Graad). Via een trap in de hal is de tempel (in vrijmetselaarsjargon: de werkplaats) op de eerste verdieping bereikbaar. Op de tweede verdieping bevindt zich een bestuurskamer en opslagruimte. 

## Geschiedenis van de Vrijmetselarij in Vlissingen

### De achttiende eeuw

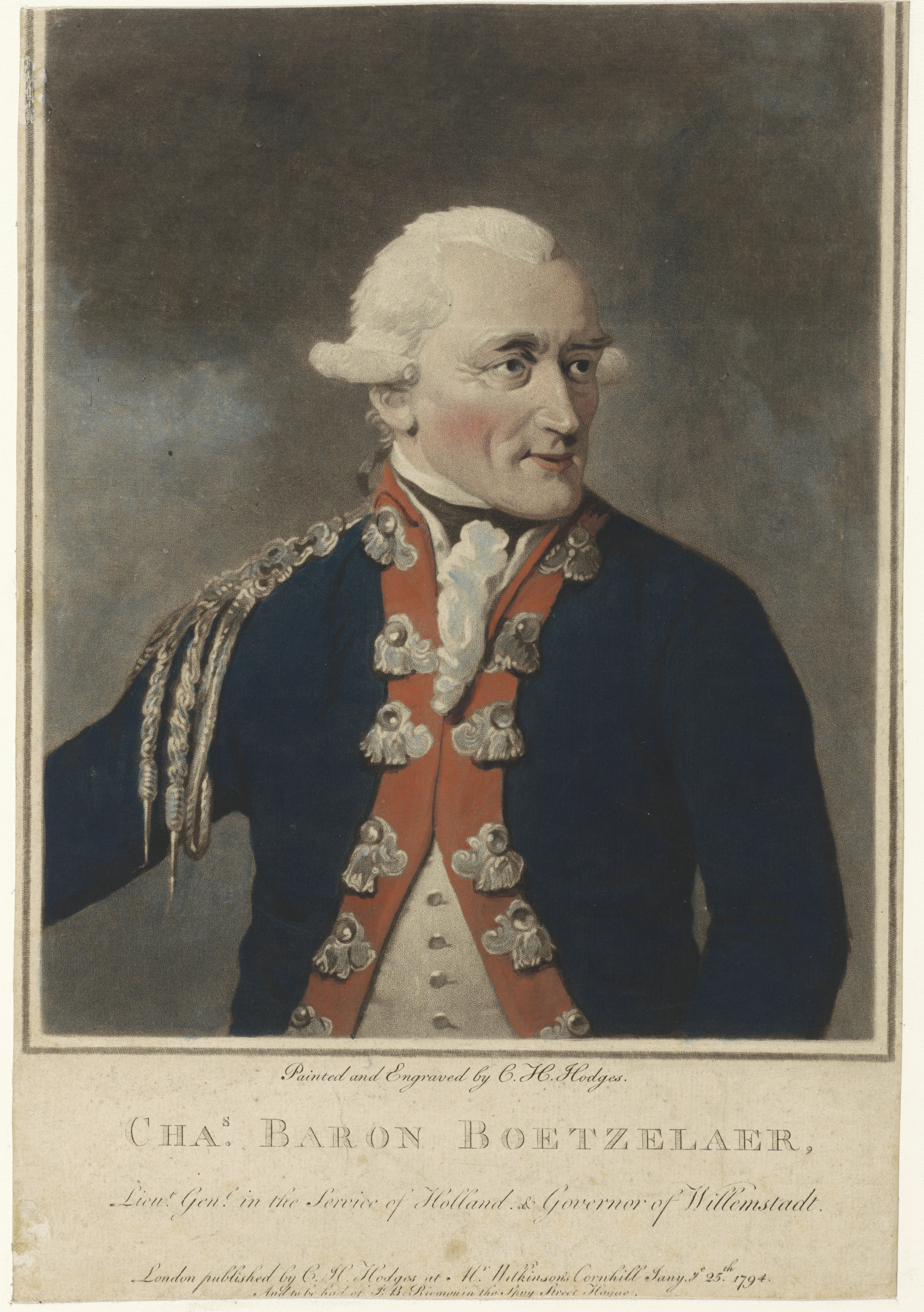
Carel Baron van Boetzelaer. Prent Charles Howard Hodges, 1794. Collectie Rijksmuseum

De geschiedenis van de vrijmetselarij in Vlissingen begint in de tweede helft van de achttiende eeuw, tijdens de laatste decennia van de Republiek der Zeven Verenigde Nederlanden (1588-1795), na afloop van het Tweede Stadhouderloze Tijdperk (1702-1747).
De eerste activiteiten op het gebied van de vrijmetselarij in Vlissingen vonden plaats in 1760. In dat jaar bevond de ambulante loge 'La Concorde', behorende bij het Regiment Nationalen (no. 4) van luitenant-generaal Hyacinth graaf d'Envie, zich te Vlissingen. Het regiment verliet Vlissingen begin april 1761. Loge 'La Concorde' was een van de zogenaamde 'loges fondatrices': een van de tien loges die in 1756 samen de ‘Groote Loge der Zeeven Vereenigde Nederlanden’ oprichtten, een voorloper van het huidige Grootoosten der Nederlanden.
In 1769 werd melding gemaakt van loge 'De Zon', ook wel 'Le Soleil' of 'The Sun', die op 3 februari van dat jaar was opgericht in Vlissingen onder een Engelse constitutiebrief. Dit laatste was in havensteden in die tijd niet ongewoon, ook in Amsterdam en Rotterdam bevonden zich dergelijke loges.  In 1770 verzocht echter grootmeester Carel baron van Boetzelaar namens de Nederlandse Grootloge aan de Engelse Grootloge om - op basis van wederkerigheid - geen nieuwe loges meer op elkaars territorium te stichten. Enkele van de in totaal acht loges in Nederland met een Engelse constitutiebrief vroegen daarna een nieuwe constitutiebrief aan bij de Nederlandse Grootloge, zoals de - nog steeds bestaande - Rotterdamse loge 'De Drie Kolommen'. Anderen, waaronder loge 'De Zon', werkten nog door op basis van hun Engelse constitutiebrief. Loge 'De Zon' zou begin jaren '80 van de achttiende eeuw haar bijeenkomsten naar Rotterdam hebben verlegd, zeker is dat na 1813 er geen Nederlandse loges meer worden vermeld op de lijsten van de Engelse grootloge. 
Op 12 december 1792 richtte een aantal vrijmetselaars een verzoek aan de Grootloge om een constitutiebrief te mogen ontvangen voor een nieuw op te richten loge in Vlissingen, onder de naam 'L'Astre de l'Oriënt'. De oprichters waren: 
- Adriaan van Doorn Geene, in 1767 verheven tot meester in loge 'De Eendragt' te Hulst en Lillo
- Abraham van Doorn, in 1778 verheven tot meester in loge 'L'Astree' te Utrecht
- J.H. Scheder, in 1779 verheven tot meester in loge 'St John Baptist' te Penzance, Engeland
- P. Wolff, in 1782 verheven tot meester in loge 'La Vertu' te Leiden
- C.J. Steenlack, in 1773 verheven tot meester in loge 'La Compagnie Durable' te Middelburg
- J.C. Kroef, in 1787 verheven tot meester in loge 'Frederic Royal' te Rotterdam
- H. Keijl, in 1782 verheven tot meester in loge 'L'Union' te Curaçao
- P.J. Clijver, in 1791 verheven tot meester in loge 'L'Enfant de la Vertu' te Veere
- G. Browning, in 1782 verheven tot meester in loge 'Kings Arms' te Londen, Engeland
- F. Hector, in 1790 verheven tot meester in loge 'St. Andrew' te Aberdeen, Schotland
- J. Reers, in 1791 verheven tot meester in loge 'L'Enfant de la Vertu' te Veere
- J. Bakker, in 1778 verheven tot meester in loge 'La Zelée' in Paramaribo
- A.F. Lammens, in 1785 verheven tot meester in loge 'La Bien Aimee' te Amsterdam
- J.A. Schorer, in 1789 verheven tot meester in loge 'L'Indissoluble' te Den Haag

Als oprichters die de aanvraag later of niet hebben ondertekend worden verder genoemd: 
- C. van Dijcke, in 1790 verheven tot meester in loge 'La Compagnie Durable' te Middelburg
- F.R. Radermacher, in 1783 verheven tot meester in loge 'L'Astree' te Utrecht
- J.C. Helleman, in 1791 verheven tot meester in loge 'La Philantrope' te Middelburg

Het fiat voor een constitutiebrief werd door de Grootloge - met als grootmeester nog steeds Carel baron van Boetzelaer - afgegeven op 21 december 1792. Van de zeventien oprichters behoorden er zes tot de vroedschap van Vlissingen. Daarnaast bevonden zich onder hen twee scheepskapiteins en een foeragemeester, twee gepensioneerde legerofficieren, drie praktiserende advocaten en drie kooplieden. Adriaan van Doorn Geene, advocaat en procureur te Vlissingen, werd de eerste Voorzittend Meester van de nieuwe loge. Daarvoor was hij ook al Voorzittend Meester geweest van loge 'De Zon'. 
De eerste bijeenkomsten van de loge vonden plaats in herberg 'De Biencorf' aan het Bellamypark, maar kort daarna was er al sprake van een eigen logegebouw aan de Korte Noordstraat. Door de snelle groei van het aantal leden werd dit pand te klein en in 1799 werd het ingeruild voor 'een aanzienlijk huis aan de IJzeren Brug', aan de noordkant van het Bellamypark. Aan deze locatie werd ook een maçonnieke sociëteit verbonden, genaamd 'De Harmonie' waar vrijmetselaren onder elkaar konden vertoeven.
Het pand aan het Bellamypark bestaat nog steeds en heeft als bijzonderheid dat op de eerste verdieping een gevelsteen zichtbaar is met het motto van de loge. Begin jaren '70 van de twintigste eeuw was er even sprake van dat de loge opnieuw eigenaar van het monumentale pand zou worden, maar dit is uiteindelijk niet doorgegaan.

### De negentiende eeuw

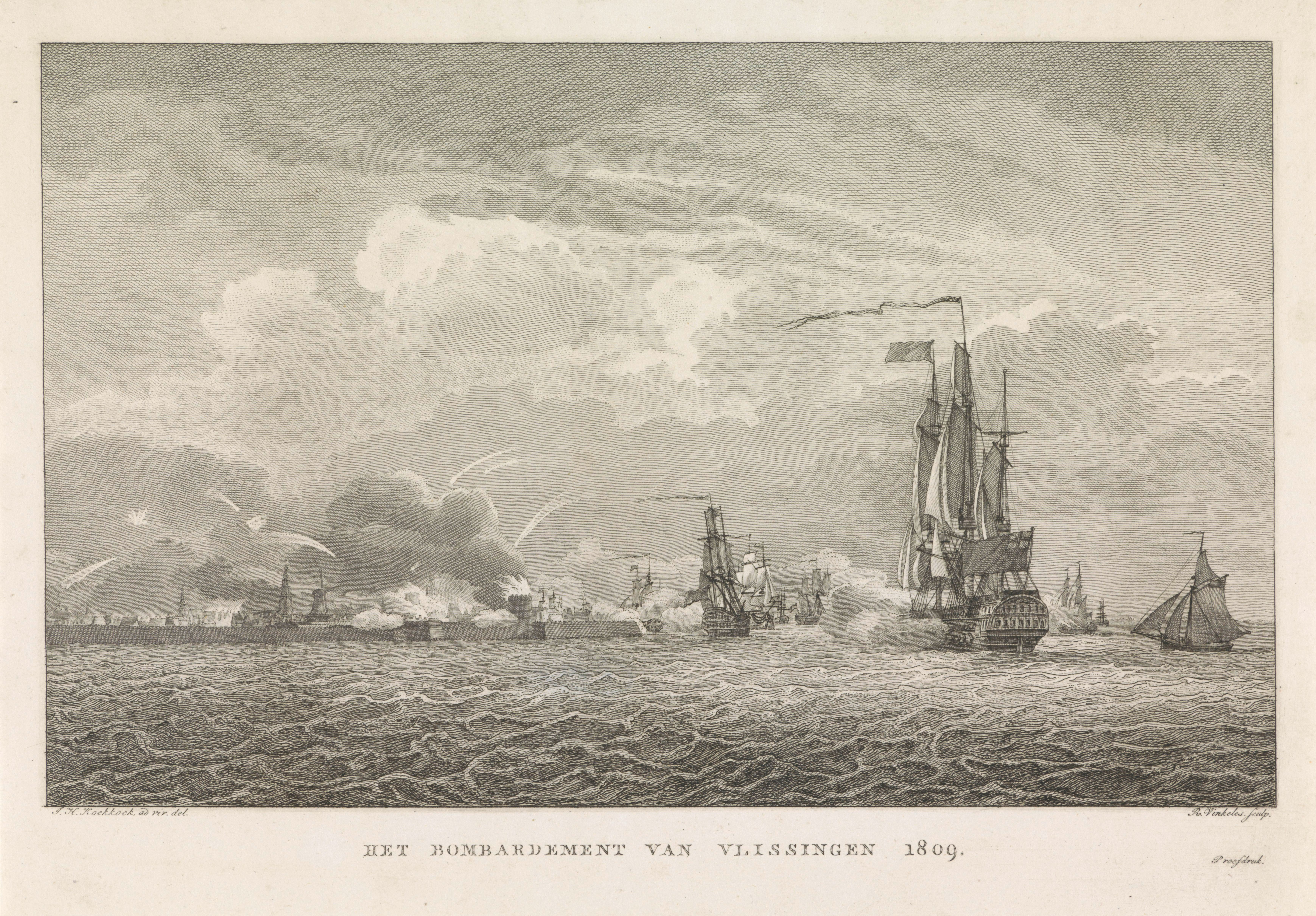
Bombardement op Vlissingen 1809, ets en gravure R. Vinkeles.

De overgang van de achttiende naar de negentiende eeuw ging gepaard met grote veranderingen. De Republiek der Zeven Verenigde Nederlanden werd ingelijfd door Frankrijk onder leiding van Napoleon Bonaparte en getransformeerd in een vazalstaat, initieel in de vorm van de Bataafse republiek en vanaf 1806 als het Koninkrijk Holland. In 1810 werd het land geannexeerd en volledig onderdeel van het Franse Keizerrijk. Gedurende deze zogeheten Franse Tijd  (1794 - 1814) bracht Napoleon driemaal een bezoek aan Vlissingen, in 1803, 1810 en 1811. Op 8 oktober 1811 bezocht hij daarbij ook het logegebouw van 'L'Astre de l'Oriënt'.  

Tijdens de Franse Tijd leed Vlissingen onder het praktisch stil liggen van handel en koopvaart. In januari 1808 veroorzaakte een hevige storm in Zeeland bovendien een watersnoodramp, waarbij Vlissingen zwaar getroffen werd. Onmiddellijk werd door loge 'L'Astre de l'Oriënt' een commissie in het leven geroepen om gelden in te zamelen te behoeve van de slachtoffers van deze ramp. Deze commissie wist met giften uit het hele land een bedrag van ƒ16.000,- in te zamelen, voor die tijd een aanzienlijk bedrag.

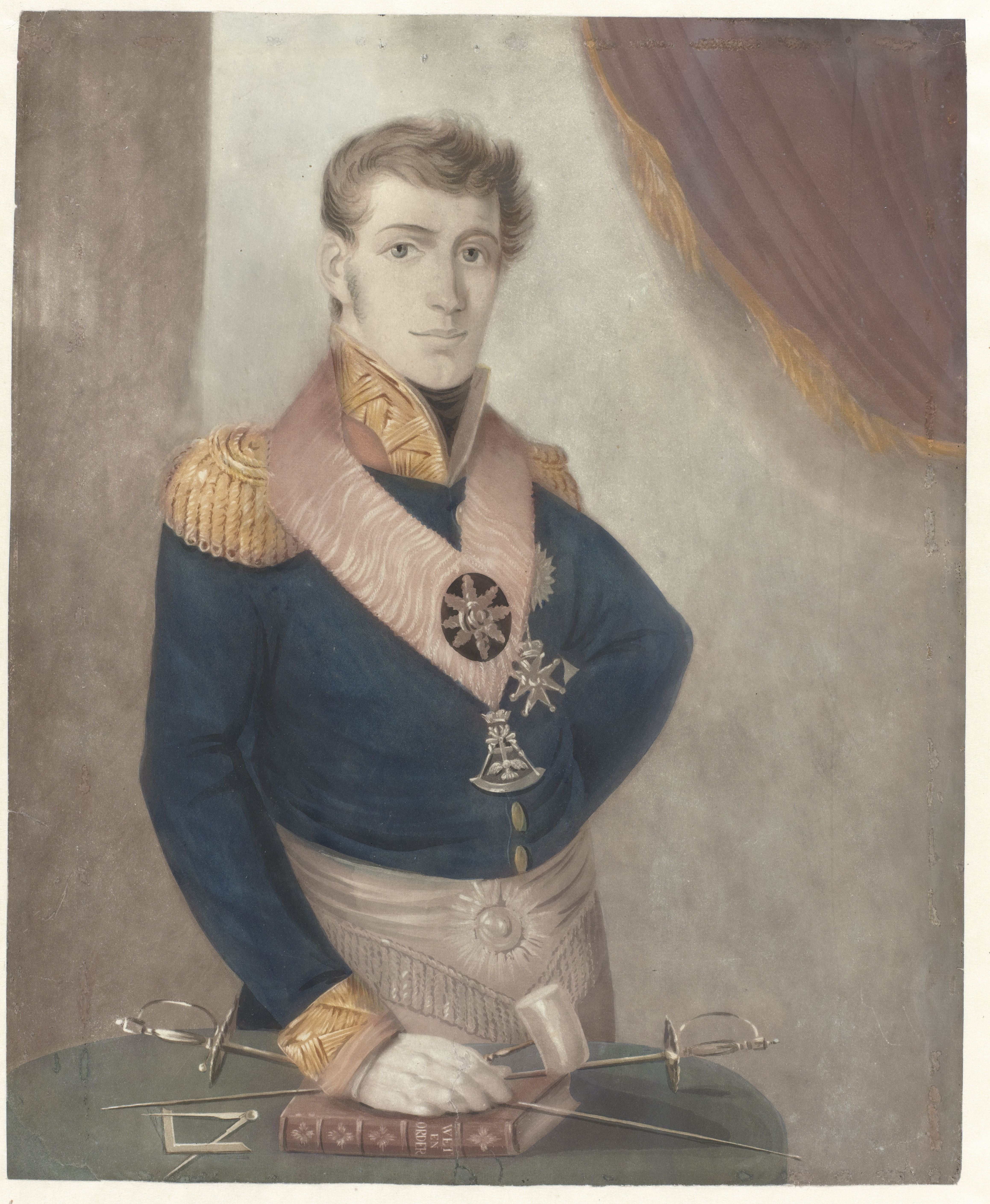
Prins Frederik der Nederlanden als Grootmeester. 1817 (Anoniem, collectie Rijksmuseum)

In 1809 werd een groot deel van Zeeland gedurende enkele maanden bezet door Engeland gedurende de - onsuccesvolle - Walcherenexpeditie. Bij aanvang hiervan in augustus 1809 werd Vlissingen belegerd en zwaar gebombardeerd door de Engelsen, waarbij het monumentale stadhuis werd vernietigd en vele huizen werden beschadigd. Op 15 augustus capituleerde de stad, in september trokken de Engelse troepen zich weer terug en kwam Zeeland weer in Frans bezit.  
In 1812 werd een nieuwe ambulante loge opgericht in Vlissingen met een Franse constitutiebrief, 'Les Amis Français Réunis'. Deze loge werd in 1814 echter al weer opgeheven.  
Na de Franse Tijd ontstond het Verenigd Koninkrijk der Nederlanden, waarbij de zoon van stadhouder Willem V werd geïnstalleerd als koning Willem I. De tweede zoon van Willem I, prins Frederik, was gedurende 65 jaar (1816 - 1881) grootmeester van de Orde van Vrijmetselaren onder het Grootoosten der Nederlanden. Prins Frederik bezocht op 9 juli 1830 Vlissingen in zijn hoedanigheid als admiraal van de marine en vierde daarbij 's avonds het feest van Zomer Sint Jan - de jaarlijkse viering van de zomerzonnewende door vrijmetselaren -  mee bij 'L'Astre de l'Orient'. 
Liefdadigheid was in de negentiende eeuw een belangrijk onderdeel van de vrijmetselarij, zowel voor de loge als voor individuele broeders, mede door het ontbreken van sociale voorzieningen. Een voorbeeld hiervan vond plaats in december 1872, toen bij een zware storm op de Noordzee meerdere schepen vergingen waarvan twee uit Vlissingen. Hierbij waren acht dodelijke slachtoffers te betreuren, waaronder de kapitein van een van beide schepen - die lid was van de loge - en zijn oudste zoon. Door 'L'Astre de l'Orient' werd in een landelijke brief om financiële bijstand gevraagd aan alle loges voor de achterblijvende weduwen en hun kinderen. Leden van de loge namen daarnaast deel in de commissie die werd ingesteld om de verdere hulp vanuit de gemeenschap te coördineren. Ook bij rampen als de overstromingen in Gelderland (1861) werd financiële steun door de loge verleend.
In 1847 ontstond er een ernstig conflict met het stadsbestuur over de kosten van het herstel van het logegebouw aan de IJzeren Brug en de bijbehorende kademuur. De loge had hierbij een rechtszaak aangespannen, maar na bemiddeling door Gedeputeerde Staten van Zeeland werd de zaak in der minne geschikt. De gemeente nam het pand voor een onbekend gebleven bedrag over en de loge verhuisde naar een nieuw logegebouw aan de Lange Noordstraat.

### De twintigste eeuw
Begin jaren twintig van de twintigste eeuw was er wederom de noodzaak om te verhuizen, daar het pand aan de Lange Noordstraat bouwvallig werd. In 1924 kon het gebouw van de sociëteit Unitas aan de Coosje Buskenstraat gehuurd worden, in 1926 werd dit pand vervolgens aangekocht door de loge.
Tijdens de Duitse bezetting van Nederland in de Tweede Wereldoorlog (1940-1945) waren alle activiteiten rondom vrijmetselarij verboden en werden de bezittingen van alle vrijmetselaarsloges geconfisqueerd. Zo ook van loge 'L'Astre de l'Orient': op 12 mei 1941 vond er een gedwongen verkoop van het logegebouw plaats, en werd het een groepshuis van de kring Vlissingen van de Nationaal Socalistische Beweging (NSB). Later datzelfde jaar werd het gebouw bij een bombardement van de geallieerden zwaar beschadigd, waarbij enkele dodelijke slachtoffers vielen.
Het kostbaarste bezit van de loge was een zeldzame driedelige atlas van de beroemde cartografen Willem en Joan Blaeu. Deze zou aan NSB-leider Anton Mussert zijn gegeven op zijn vijftigste verjaardag (11 mei 1944), en is na de oorlog nooit meer teruggevonden. Ook het logearchief is in de oorlog geheel verloren gegaan
Na de bevrijding was de eerste naoorlogse bijeenkomst van de loge op 9 juni 1945 in de woning van een van de leden. De prioriteit lag de eerste jaren vooral bij het terug in bezit krijgen en weder opbouwen van het logegebouw. In de tussentijd hield men bijeenkomsten op verschillende plaatsen, zo werden Open loges gehouden in de logegebouwen in Dordrecht en Eindhoven.
Er werd een volledig nieuw logegebouw ontworpen door de architecten Jan Wils en Fop Ottenhof, beiden zelf vrijmetselaar. In 1949 werd opdracht gegeven voor de sloop van het oude logegebouw aan de Coosje Buskenstraat en realisatie van het nieuwe gebouw op dezelfde plaats. Op 7 januari 1951 werd de tempel officieel ingewijd door grootmeester ir. C.M.R. Davidson. Het pand was zodanig ruim van opzet dat een groot gedeelte ervan werd verpacht als hotel-restaurant, initieel onder de naam 'Unitas' en vanaf 1956 onder de naam 'Delta'. Bijzonderheid was dat op vrijdagavond het restaurant niet altijd geopend was, omdat de loge dan haar bijeenkomsten hield.

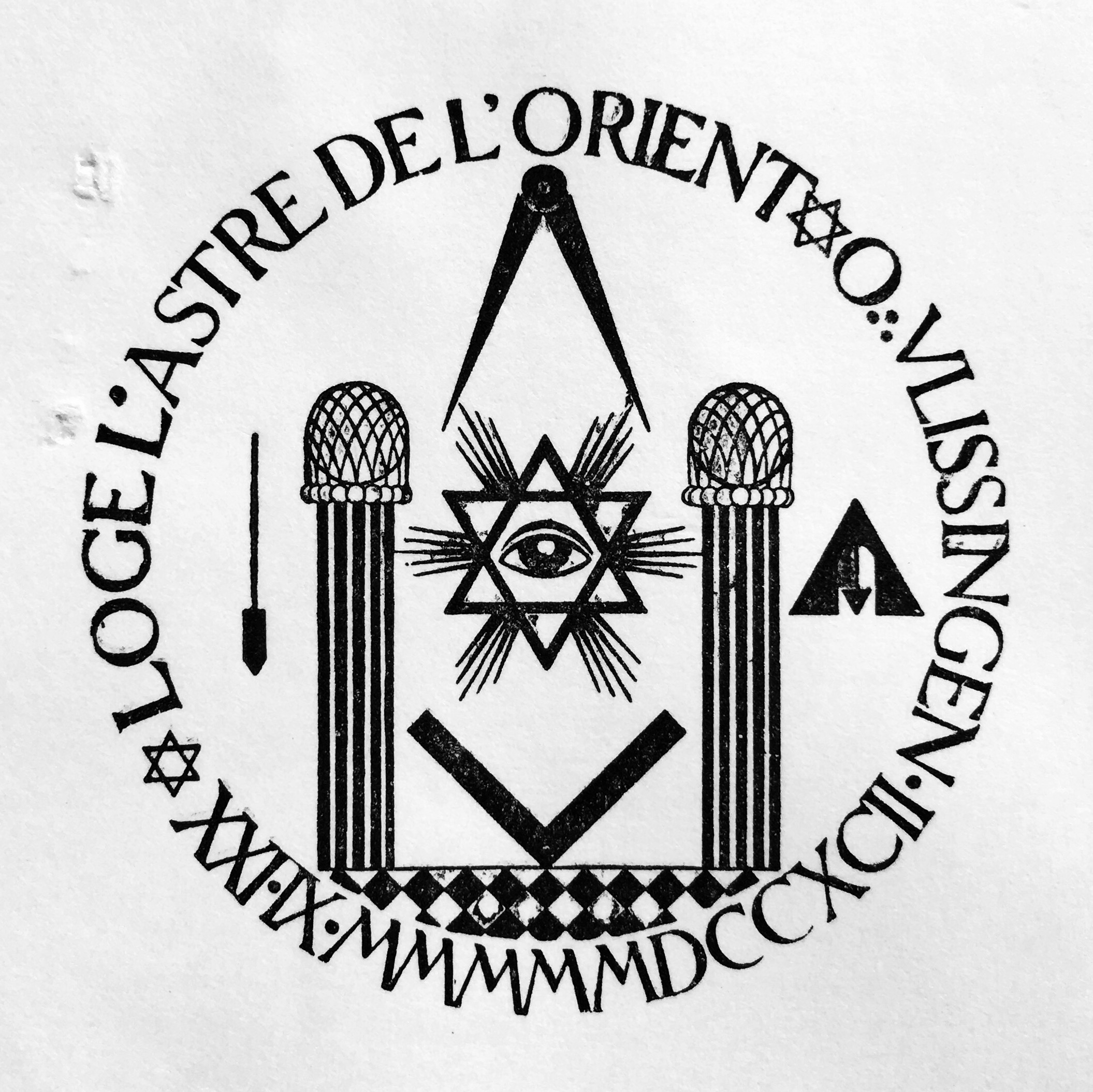
Zegel L'Astre de l'Orient 1948-1992

In 1948 werd een nieuw zegel in gebruik genomen. Dit was rond van vorm, met in de buitenrand de naam en de zetel van de loge, alsmede het oprichtingsjaar - volgens de maçonnieke jaartelling - in Romeinse cijfers. Binnenin staan verschillende maçonnieke symbolen afgebeeld: een passer, een schietlood, een waterpas, een winkelhaak en twee kolommen. Deze laatste staan symbool voor de kolommen van de tempel van Salomo. Tussen de kolommen staat een zespuntige vlammende ster, met daarin het alziend oog. Bij de viering van het tweehonderdjarig jubileum van de loge in 1992 werd het oorspronkelijke zegel weer in ere hersteld.
Op 1 februari 1953 ontstond er grote schade aan het logegebouw tijdens de watersnoodramp, Vlissingen werd hierbij zwaar getroffen. Met onder meer steun van Amerikaanse vrijmetselaarsorganisaties kon de schade hersteld worden en werd het pand opnieuw in gebruik genomen. 
In 1967 werd loge 'L'Amitié sans Fin' in Terneuzen opgericht, wat betekende dat 17 leden van 'L'Astre l'Oriënt' vertrokken naar de nieuwe loge. Daarnaast werd loge 'La Compagnie Durable', tot dan toe medegebruiker van het logegebouw, zelf eigenaar van een pand in Middelburg. Dit alles betekende een zodanige daling van inkomsten dat -  in combinatie met de hoge onderhoudskosten - de loge zich genoodzaakt zag in 1972 het pand aan de Coosje Buskenstraat te verkopen. Loge 'L'Astre de l'Oriënt' hield haar bijeenkomsten tijdelijk in een gehuurde locatie in de Bakkersgang en verhuisde in 1974 naar het logegebouw aan de Palingstraat, waar ze - anno 2024 - nog steeds bijeenkomt.
In 1979 werd een nieuwe constitutiebrief verstrekt door het Grootoosten der Nederlanden, ter vervanging van het origineel wat in de oorlog verloren was gegaan.

## Plaatsen van samenkomst
In de loop der tijden zijn de leden van loge 'L'Astre de l'Oriënt' op verschillende plaatsen in Vlissingen samengekomen. In onderstaande lijst een overzicht.
| Periode                       | Gebouw                                                                                    | Locatie |  |
| ----------------------------- | ----------------------------------------------------------------------------------------- | --- |  |
| februari 1793 - november 1793 | Herberg 'De Biencorf' (De Bijenkorf)                                                      | Bellamypark 31. Rijksmonument, tegenwoordig onderdeel van reptielenzoo Iguana.                                                     |  |
| november 1793-1799            | Eigen logegebouw, Korte Noordstraat, "waar (later) de Schouwburgzaal ligt".               | Spuiplein |  |
| 1799-1850?                    | Eigen logegebouw, "aanzienlijk huis bij de IJzeren Brug", noordkant Bellamypark.          | Bellamypark 139-143. Rijksmonument, tegenwoordig in gebruik als woonhuis.                                                          |  |
| 1850?-1924                    | Eigen logegebouw, Lange Noordstraat C10.                                                  | Molenstraat 1 |  |
| 1924-1940                     | Eigen logegebouw, voormalige societeit Unitas.                                            | Coosje Buskenstraat 2, hoek Coosje Buskenstraat/ Boulevard de Ruyter.                                                              |  |
| 1940-1945                     | Geen bijeenkomsten                                                                        | |  |
| 1945-1951                     | Tijdelijk bijeenkomsten in onder meer logegebouwen in Dordrecht en Eindhoven.             | Sloop en wederopbouw eigen logegebouw.                                                                                             |  |
| 1951-1972                     | Eigen logegebouw, tevens in gebruik als hotel-restaurant 'Unitas', later 'Delta' genaamd. | Coosje Buskenstraat 2, hoek Coosje Buskenstraat/ Boulevard de Ruyter. In 1979 gesloopt en vervangen door een appartementencomplex. |  |
| 1973-1974                     | Tijdelijke locatie                                                                        | Bakkersgang |  |
| 1974-heden                    | Eigen logegebouw                                                                          | Palingstraat 64. Initieel was dit Palingstraat 34 maar later heeft een hernummering plaatsgevonden.                                |  |

## Prominente leden

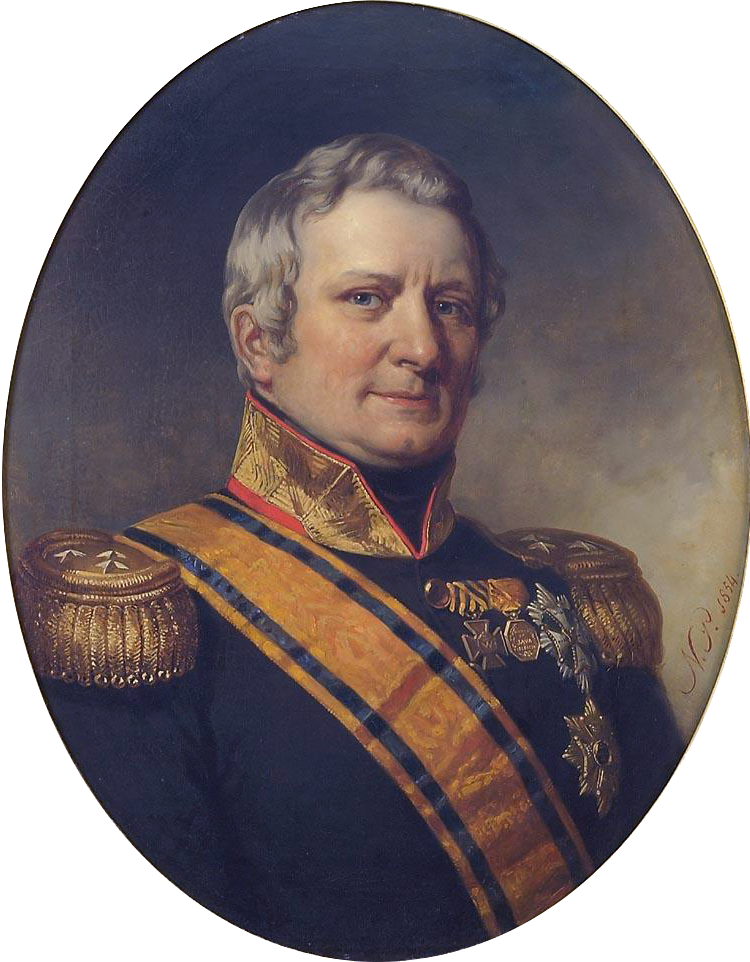
Henrik Merkus de Kock, schilderij uit 1854 van J.W. Pieneman. Collectie Tropenmuseum Amsterdam

Loge 'L'Astre de l'Orient' heeft vele prominente leden gekend. Onderstaand een aantal hiervan:
- Joos Verschuere Reynvaen[3][4] (1739-1809) was als advocaat eerst gevestigd in Middelburg, maar verhuisde in 1796 naar Vlissingen. Vanaf 1795 vervulde hij verschillende functies in het stadsbestuur, zo was hij onder meer schepen en vrederechter. Hij is echter vooral bekend geworden als componist en dichter van psalmen en vrijmetselaarsgezangen. Tevens was hij vanaf 1769 gedurende vijfentwintig jaar stadsorganist in de Sint Jacobskerk in Vlissingen. Vanaf 1793 tot zijn overlijden was hij lid van 'L'Astre de l'Oriënt', vanaf 1798 was hij kapelmeester van de loge.
- François Adriaan van Rosevelt Cateau [5][6] (1756-1820) was reder te Vlissingen. Hij had meerdere keren zitting in het stadsbestuur en was schepen, raad, pensionaris en burgemeester (1795-1802). Hij was lid van de Tweede Nationale Vergadering (1797-1798), lid van de Constituerende Vergadering (1798) en lid en voorzitter van de Eerste Kamer (1798) van het Vertegenwoordigend Lichaam. Na de staatsgreep van 12 juni 1798 van Daendels werd hij gevangen gehouden tot augustus 1798. In 1793 werd hij tot meester verheven in 'L'Astre de l'Oriënt', later was hij lid van loge 'La Vertu' in Leiden en loge 'Les vrais Bataves' in Den Haag.
- Abraham van Doorn[7] (1760-1814), eveneens reder te Vlissingen en in 1787 benoemd tot raad en schepen van de stad. In 1793 werd hij gekozen in de Staten van Zeeland. Tijdens de Franse Tijd vervulde hij verschillende bestuurlijke functies, van 1795-1797 was hij burgemeester van Vlissingen, in 1807 werd hij benoemd tot landdrost van Zeeland en van 1807-1810 was hij tevens staatsraad. Van 1810 tot 1814 vertegenwoordigde hij Zeeland in Parijs, onder meer als lid van het Keizerlijk Wetgevend Lichaam. In 1813 werd hij door keizer Napoleon benoemd tot 'Chevalier de l'Empire', een hoge onderscheiding. Hij was eigenaar van stadspaleis het van Dishoeckhuis in Vlissingen en van de buitens 'Der Boede' en 'Moesbosch'[8] te Koudekerke. Op 'Der Boede' ontving hij Napoleon in oktober 1811.
- Dirk Hendrik Kolff (1761-1835), zeeofficier, aanvankelijk in dienst van de Republiek der Zeven Verenigde Nederlanden, later in dienst van de Bataafse Republiek. Als commandant van het linieschip Utrecht was hij betrokken bij het zogeheten Vlieter incident bij de Engels-Russische inval in Noordholland op 30 augustus 1799. Hierbij werd door schout-bij-nacht Samuel Story een compleet eskader van de Bataafse marine zonder slag of stoot overgeleverd aan de Engelsen. Kolff werd hier mede voor verantwoordelijk gehouden en gevangen gezet in Den Haag. Met hulp van zijn dochter wist hij in mei 1800 te ontsnappen naar Oldenburg. Na de Franse Tijd kwam hij terug en nam opnieuw dienst in de Nederlandse marine. Ingewijd in Batavia werd Dirk Hendrik Kolff in 1794 verheven tot meester in 'L'Astre de l'Oriënt'.
- François Reinier Radermacher[9] (1765-1816), heer van 's Gravenpolder en een van de oprichters van 'L'Astre de L'Oriënt'. Van 1795-1796 gedeputeerde in de Staten Generaal der Verenigde Nederlandse Provinciën, in 1795 tevens lid van de Provisionele Representanten van het volk van Zeeland. Hij was een kleinzoon van Johan Cornelis Radermacher, de eerste Nederlandse grootmeester der vrijmetselaren.
- Hendrik Merkus de Kock[10] (1779-1845) was een Nederlands luitenant-generaal, onder meer gouverneur-generaal van Nederlands-Indië, commandant van het Nederlands Indisch Leger, minister van Binnenlandse Zaken en minister van staat. Ingewijd in 'L'Astre de l'Oriënt' was hij tijdens zijn uitzending naar Nederlands-Indie actief in de vrijmetselarij. Bij zijn terugkeer naar Nederland in 1831 werd hij benoemd tot opperbevelhebber der troepen in Zeeland en lid van loge 'La Philantrope' in Middelburg, tot zijn vertrek naar Den Haag in 1836.  Van 1835 tot 1845 was hij Grootmeester van de Orde van Vrijmetselaren onder het Hoofdkapittel der Hoge Graden.
- Thomas Dixon (1781-1849) was afkomstig uit een Engelse familie, en vestigde zich in 1798 vanuit België in Vlissingen. Hij hielp Engelse kapiteins en zeelieden die in Vlissingen terecht kwamen uit handen te blijven van de Franse bezetters. Uiteindelijk werd hij in 1810 in opdracht van Napoleon in Parijs gevangen gezet. Na vijftien maanden werd hij vrijgelaten maar moest onder bewaking in Bourgondië verblijven. In januari 1814 wist hij te ontsnappen en terug te keren naar Vlissingen. In 1816 reisde hij als firmant van een handelshuis naar Boston, Amerika en vestigde zich daar uiteindelijk definitief. In 1833 werd hij benoemd tot consul van Nederland in Boston, dit bleef hij tot zijn overlijden.
- Hendrik Jacob van Doorn, baron van Westkapelle [11][12] (1786-1853), zoon van Abraham van Doorn. Hij vervulde diverse bestuurlijke functies gedurende de Franse tijd en werd door koning Willem I in 1818 als gouverneur van Zeeland aangesteld, in 1826 werd hij overgeplaatst als gouverneur naar Oost-Vlaanderen. Van 1830-1836 was hij minister van Binnenlandse Zaken, en vanaf 1841 tot 1848 vicepresident van de Raad van State.
- Arie Ruysch[13][14] (1797-1871) nam als vrijwilliger dienst in het leger van Napoleon en maakte de slag bij Waterloo mee. Na zijn ontslag uit het leger werkte hij bij de ontvanger der belastingen te Sas van Gent en daarna te Vlissingen. Later werd hij wijnkoper en kolenhandelaar. Van 1857-1869 lid van de gemeenteraad van Vlissingen. Zijn bekendheid dankt hij echter vooral aan zijn literaire gaven; zijn toneelstukken werden menigmaal opgevoerd en enige malen uitgegeven en bekroond. Ook vele gedichten verschenen van zijn hand waaronder een aantal rondom de vrijmetselarij. Van 1842 tot 1844 was hij Voorzittend Meester van 'L'Astre de l'Oriënt'.
- Abraham Johannes Lansen (1847-1931) was afkomstig uit een arm gezin in Groede in Zeeuws-Vlaanderen en kwam in 1867 als arbeider naar Vlissingen. Hier werd hij in 1874 ingewijd in 'L Astre de l'Orient', in 1879 werd hij Redenaar van de loge. Via de vrijmetselarij kwam hij in aanraking met het socialisme en in 1879 richtte hij een socialistische vereniging op. Later werd hij lid van de vrijdenkersvereniging 'de Dageraad' waar hij ook regelmatig stukken voor schreef. Door zijn activisme werd hij meermaals ontslagen waardoor hij met zijn gezin door heel Nederland trok. In Vlissingen is een straat naar hem vernoemd.

In de vrijmetselarij kent men van oudsher gewone - ordinaire - logeleden en buitengewone - extraordinaire - logeleden. Deze laatsten zijn elders gewoon lid van een loge, maar kunnen wel deelnemen aan de activiteiten van de loge waar zij extraordinair lid zijn. Zij betalen doorgaans een lagere contributie en mogen geen functies vervullen binnen de loge waar zij extraordinair lid zijn.
Eind achttiende eeuw en begin van de negentiende eeuw waren de nodige hoge marineofficieren en militairen extraordinair lid van 'L'Astre de l'Oriënt', omdat zij vanuit het militaire belang van Vlissingen daar regelmatig verbleven. Onder hen onder meer de viceadmiraal en latere minister van Marine Julius Constantijn Rijk, viceadmiraal Otto Willem Gobius,  admiraal Lodewijk Sigismund graaf van Heiden, schout-bij-nacht baron James John Melvill van Carnbee, schout-bij-nacht Nicolaas Lemmers en schout-bij-nacht Jhr. Jan Evert Lewe van Aduard. Ook de politicus en latere grootmeester van de Orde van Vrijmetselaren Cornelis Gerrit Bijleveld was extraordinair lid.

## Voorzittend Meesters

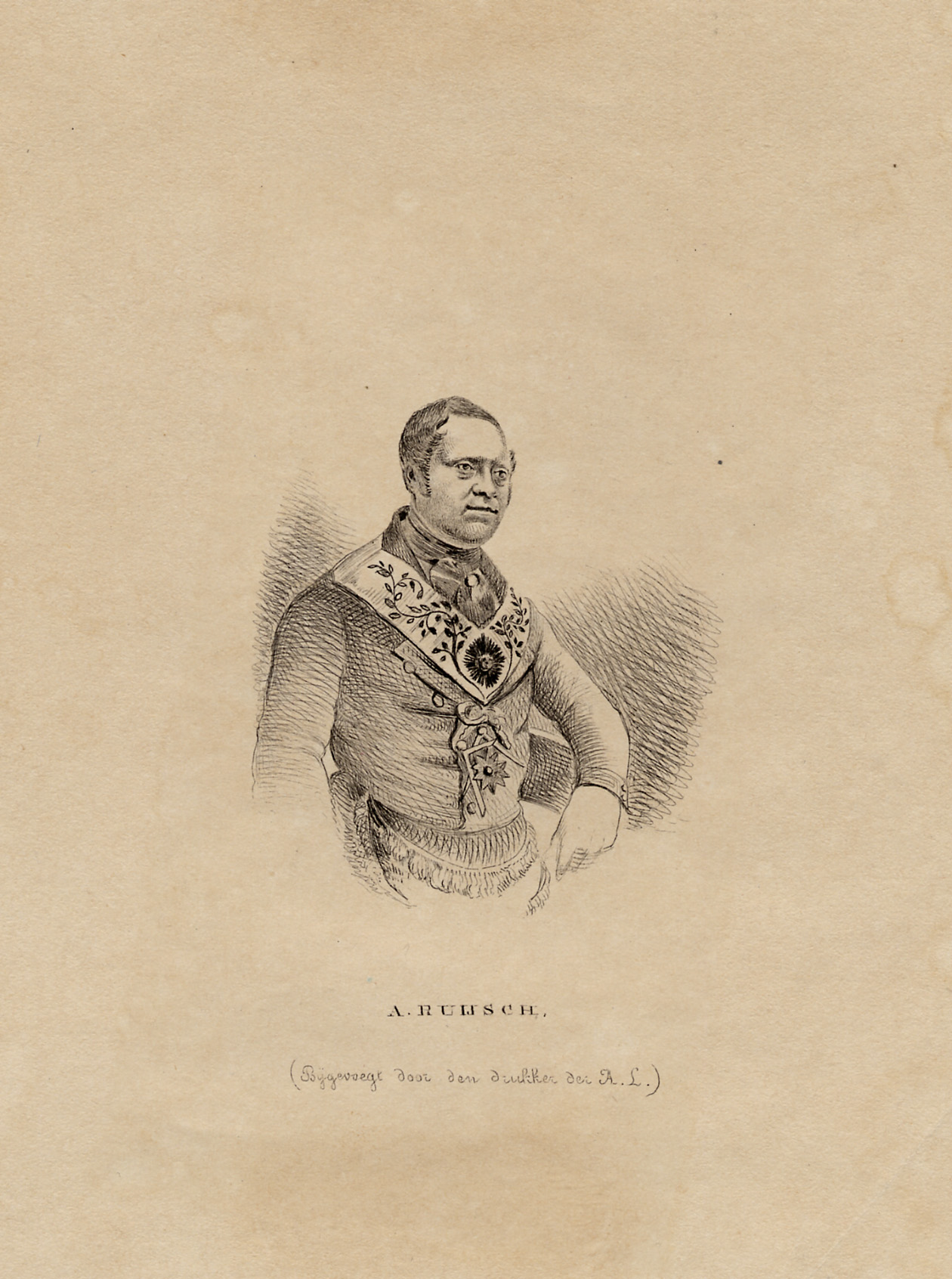
Arie Ruysch als Voorzittend Meester. Prent uit 1849, Zeeuws Archief

De voorzittershamer van de loge heet in vrijmetselaarsjargon de Moker des Gezags. In onderstaande lijst een overzicht van de Voorzittend Meesters van 'L'Astre de l'Oriënt' tot de jaren tachtig van de twintigste eeuw.
| Van  | Tot  | Voorzittend Meester                 |
| ---- | ---- | ----------------------------------- |
| 1792 | 1793 | Adriaan van Doorn Geene             |
| 1793 | 1795 | Abraham van Doorn                   |
| 1795 | 1797 | onbekend                            |
| 1797 | 1798 | Adriaan van Doorn Geene             |
| 1798 | 1798 | J.H. Schedet                        |
| 1799 | 1803 | Abraham van Doorn (*)               |
| 1803 | 1803 | David Levy Louisson                 |
| 1803 | 1807 | Henricus Keijl                      |
| 1807 | 1809 | Pierre Antoine Nolson               |
| 1809 | 1810 | Constantin van Dijcke               |
| 1810 | 1811 | A.F. Lammens                        |
| 1812 | 1816 | Pierre Antoine Nolson               |
| 1816 | 1819 | J.J. Becker                         |
| 1820 | 1824 | J.H. Schultz                        |
| 1824 | 1827 | J.J. Becker                         |
| 1827 | 1842 | J. Fraser                           |
| 1842 | 1844 | A. Ruysch                           |
| 1844 | 1850 | F.W. Wissel                         |
| 1850 | 1854 | J. Westpalm van Hoorn van Burgh (*) |
| 1854 | 1856 | F.W. Wissel                         |
| 1856 | 1863 | J.B. de Grooff                      |
| 1863 | 1864 | W.T.H. Cramer                       |
| 1864 | 1882 | W. de Kruijff                       |
| 1833 | 1883 | Ph. de Leeff                        |
| 1884 | 1892 | J. Verkuijl Quakkelaar              |
| 1893 | 1897 | A.J. van Ockenburg                  |
| 1898 | 1898 | H.J.F. Michelhoff                   |
| 1899 | 1902 | W.G. Spronken                       |
| 1902 | 1910 | A.J. van Ockenburg                  |
| 1911 | 1921 | C. Beijderman                       |
| 1921 | 1926 | M.J. Harts                          |
| 1926 | 1931 | C. Ouwehand                         |
| 1931 | 1936 | M.J. Harts                          |
| 1936 | 1937 | P.A. Rueck (*)                      |
| 1937 | 1940 | C. Ouwehand                         |
| 1940 | 1945 | verboden                            |
| 1945 | 1952 | C. Ouwehand                         |
| 1953 | 1953 | J. Otte                             |
| 1954 | 1964 | J.J. Louwerse                       |
| 1965 | 1965 | J. Zitman (*)                       |
| 1966 | 1968 | J.J. Louwerse                       |
| 1969 | 1970 | P.J. Smits                          |
| 1971 | 1975 | M. Eland                            |
| 1976 | 1979 | P.J. Smits                          |
| 1980 | 1980 | P.H.G. de Vries                     |
| 1981 | 1982 | A.G.A. Verdonk                      |
| 1983 | 1984 | P.J. Smits                          |

(*) lid Hoofbestuur der Orde van Vrijmetselaren.
De loge is in het bezit van een compleet overzicht van alle Voorzittend Meesters van loge 'L'Astre de l'Oriënt' tot op heden.

## Trivia
Enkele wetenswaardigheden:
- De eerste Voorzittend Meester van loge 'L'Astre de l'Oriënt', Adriaan van Doorn Geene, was in 1765 ingewijd in loge 'De Eendracht' te Lillo en Hulst. Deze loge was voortgekomen uit de ambulante loge 'L'Harmonie' die vanaf 1749 kort in Sluis actief was. Opvallend is dat de logezegels van de loges 'L'Harmonie', 'De Eendracht',  de eerdere loge 'De Zon' en 'L'Astre de l'Oriënt' grote overeenkomsten vertonen, die van 'De Zon' en 'L'Astre de l'Oriënt' zijn zelfs identiek. Alle vier de zegels zijn gemaakt door dezelfde stempelsnijder, Samson Levi uit Middelburg.
- Loge 'De Eendracht' is opnieuw opgericht in 1985 onder de Reguliere Grootloge van België als loge 'De Eendraght 1764' nr. 22. Hieruit is op zijn beurt in 1997 loge 'De Zon' [17][18] opnieuw voortgekomen, met rangnummer 34. De nieuwe loge 'De Eendracht' werkte initieel in Lillo, maar beide loges hebben hun zetel nu in Antwerpen. Beide loges beschouwen zich als opvolgers van de eerdere loges uit de achttiende eeuw, en hun zegel is daarom hetzelfde als dat van de oorspronkelijke loges. Het zegel van de nieuwe loge ‘De Zon’ is dientengevolge identiek aan dat van loge 'L'Astre de l'Oriënt', zij het in een andere kleurstelling. Het motto van loge 'De Zon' is 'Sol omnibus lucet', oftewel 'de zon schijnt voor iedereen'.
- Van 1772 tot 1775 was er een zogeheten Schotse loge genaamd 'Les Coeurs Choisis' actief op Walcheren. Deze was verbonden aan de loge 'De Zon' en werkte in de hogere graden volgens de Franse ritus. Ook hier was Adriaan van Doorn Geene een belangrijke invloedsfactor; aan loge 'De Eendracht' was eveneens een Schotse loge verbonden waar hij zelf was ingewijd in de hogere graden. Vrijmetselaars uit heel Zeeland, Holland, Gent en zelfs Duinkerken waren lid van 'Les Coeurs Choisis'. In 1777 werden soortgelijke loges - later ook wel kapittels genaamd - opgericht door de beide Middelburgse loges 'La Compagnie Durable' en 'La Philantrope',  in 1790 door de Veerse loge 'L'Enfant de la Vertu' en in 1800 door 'L'Astre de l'Oriënt'. Toen op 15 oktober 1803 de Nederlandse kapittels zich verenigden in de - nog steeds bestaande - Orde van Vrijmetselaren onder het Hoofdkapittel der Hoge Graden, onderschreven de beide Middelburgse en het Vlissingse kapittel de oprichtingsakte, als 'kapittels fondateur'. In de eerste helft van de negentiende eeuw zijn alle Zeeuwse kapittels weer opgeheven.
- De aannemer Dirk Dronkers[19] (1801-1881), meer dan veertig jaar lid van de Middelburgse loge 'La Compagnie Durable', kreeg in 1846 als eerste een concessie voor een spoorlijn van Vlissingen naar Maastricht. Hoewel de feitelijke totstandkoming van de spoorweg uiteindelijk buiten hem om is gegaan, wordt hij toch beschouwd als de initiatiefnemer en ook als zodanig geëerd. In 1846 werd hij hiervoor tot erelid van 'L'Astre de l'Oriënt' benoemd[20]. In 1868 kon voor het eerst Goes vanuit Noord-Brabant per spoor worden bereikt, in 1872 was de lijn naar Vlissingen doorgetrokken. Zowel in Vlissingen als in Goes is een straat naar hem vernoemd.
- Begin november 1850 lag de Engelse kapitein John Holliday met zijn barkschip op de rede van Vlissingen, waar hij ziek werd en overleed. Zijn scheepsagent ontdekte dat hij vrijmetselaar was en nam contact op met 'L'Astre de l'Oriënt'.  Hierop ontfermden de leden van de loge zich over het stoffelijk overschot en baarden dit op in het logegebouw. Op 11 november 1850 werd de overledene met maçonniek ritueel ten grave gedragen. De loge van John Holliday, Saint Patricks Lodge no. 8 in Cork, Ierland werd per brief op de hoogte gebracht[21][22].
- Van 1863-1925 en 1927-1931 was er in Stellenbosch, Zuid-Afrika ook een loge 'L'Astre de l'Oriënt'. De naam 'L'Astre de l'Oriënt' betekent letterlijk 'De Ster van het Oosten', in Bilthoven is er een loge 'De Ster in het Oosten' en in Zierikzee bevindt zich loge 'De Ster in 't Oosten'.
- De Beckerstraat in Vlissingen is genoemd naar J.J. Becker, burgemeester van Vlissingen (1815-1836) en tevens Voorzittend Meester van 'L'Astre de l'Oriënt' van 1816-1819 en 1824-1827. De Verkuijl Quakkelaarstraat is genoemd naar J. Verkuijl Quakkelaar, aannemer, lid van de gemeenteraad van Vlissingen vanaf 1865 en wethouder (1879-1900), Voorzittend Meester van 1884-1892.
- Op 7 maart 1970 werd in de tempel van 'L'Astre de l'Oriënt' het kapittel 'Relation' nr. 22 van de Orde van het Heilig Koninklijk Gewelf in Nederland geconsacreerd, een van de vervolgpaden voor meester vrijmetselaren in Nederland. Het kapittel heeft daarna kort in Vlissingen en in Goes gearbeid, en is vervolgens naar Terneuzen verhuisd waar het nog altijd actief is.
- In 2019 ontdekte men tijdens een excursie van loge 'L'Astre de l'Oriënt' in het Zeeuws maritiem Muzeeum te Vlissingen in de museumcollectie een stemkastje met een aantal houten balletjes, wat vermoedelijk aan de loge heeft toebehoord. Het stemkastje - voorzien van maçonnieke symbolen - stamt uit de negentiende eeuw en kon door de leden van de loge gebruikt worden om anoniem te stemmen,  bijvoorbeeld over de aanname van een nieuw lid. Het Muzeeum heeft het stemkastje in bruikleen gegeven aan de loge[23][24].

## Appendix
Vrijmetselarij · Beginselen · Geschiedenis · Symbolen · Vrijmetselaarsloge · Ordegrondwet · Obediëntie · Regulariteit en irregulariteit · Ritus · Graden · Grootmeester · Gemengde vrijmetselarij · Para-vrijmetselarij · Antivrijmetselarij · Vrijmetselarij in Nederland · Vrijmetselarij in België